# Philoscia lodnensis
Philoscia lodnensis är en kräftdjursart som beskrevs av K. Ramakrishna 1969. Philoscia lodnensis ingår i släktet Philoscia och familjen Philosciidae. Inga underarter finns listade i Catalogue of Life.